# يوهانس تسورن
يوهانس تسورن (بالألمانية: Johannes Zorn) هو عالم نبات وعطار وصيدلي ألماني، ولد في 1739 في كمبتن في ألمانيا، وتوفي في 1799.